# Desa Cileles (administrativ by i Indonesien, Jawa Barat, lat -6,31, long 106,44)
Desa Cileles är en administrativ by i Indonesien.   Den ligger i provinsen Jawa Barat, i den västra delen av landet, 50 km väster om huvudstaden Jakarta.